# Jahquil Hill
Jahquil Kumari Hill (15 gennaio 1997) è un calciatore britannico, portiere dello Stalybridge Celtic e della nazionale bermudiana.

## Carriera

### Club
Ha cominciato a giocare nel Mansfield Town, per poi nel 2015 trasferirsi all'Ilkeston Town. Nel gennaio 2017 è passato al Stafford Rangers. Nell'estate 2017 si è trasferito al Rushall Olympic. Nel 2018, dopo un periodo di militanza nell'Oakville Blue Devils, è stato acquistato dall'Hereford. Il 6 settembre 2019 è stato ufficializzato il suo ritorno, dopo due anni, allo Stafford Rangers.

### Nazionale
Ha debuttato in nazionale il 22 gennaio 2017, nell'amichevole Bermuda-Canada (2-4). Ha partecipato, con la nazionale, alla CONCACAF Gold Cup 2017.